# Graphis dendrogramma
Graphis dendrogramma är en lavart som beskrevs av Nyl. Graphis dendrogramma ingår i släktet Graphis och familjen Graphidaceae.   Inga underarter finns listade i Catalogue of Life.